# 바프허스 전투

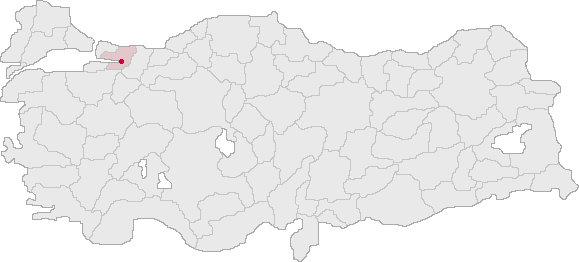

바프허스 전투는 1302년 7월 27일 오스만 1세 휘하의 오스만 제국군(오스만 베이국군)과 조지 무잘론 휘하의 동로마 제국군 사이에서 일어났다. 전투는 오스만 베이국의 결정적인 승리로 끝났고, 오스만 베이국을 공고히하고 동로마 제국의 비티니아를 점령할 것을 예고했다.

## 전략적 전후사정
오스만 1세는 1282년 그의 민족의 통치에 성공했고, 그 후 20년 동안 비티니아의 비잔티움 제국 국경지대를 끊임없이 급습했다. 1301년까지 오스만 베이국군은 옛 비잔티움(니케아) 제국의 수도 니카이아를 포위하고 프루사(현 부르사)를 골치 아프게 하고 있었다. 오스만 베이국군의 습격과 니코메디아 항구는 기근으로 그들은 농촌을 배회하고 수확을 금지했기 때문이다(아킨지 참조).
1302년 봄, 황제 미하일 9세(재위 1294–1320)는 마그네시아 남쪽에 이르는 군사 작전을 시작했다. 그의 대군에 놀란 오스만 베이국군은 전투를 피했다. 미하일 9세는 그들과 맞서려 했으나 장군들로부터 만류당했다. 오스만 베이국군은 마그네시아에서 사실상 그를 고립시키면서 공격을 재개했다. 그의 군대는 전투 없이 해산되었는데, 지역군은 그들의 집을 지키기 위해 떠났고, 알란인 역시 트라키아에 있는 가족들과 다시 합류하기 위해 떠났다. 미하일 9세는 바닷가에서 철수할 수밖에 없었고, 이어 또 다른 난민의 이동 행렬이 이어졌다.

## 전투
니코메디아에 대한 위협에 맞서기 위해 미하일 9세의 아버지 안드로니코스 2세 팔레올로고스(재위 1282-1328)는 보스포루스 해협을 건너 도시를 구원하기 위해 헤타이리아인 조지 무잘론 아래 2000여 명의 비잔티움 제국 군대(이들 중 절반은 최근 알란인 용병을 고용함)를 파견했다.
1302년 7월 27일(그리스어: Βαφεύς)의 정체불명의 장소(아마도 니코메디아 동쪽에 있지만 도시가 보이는 곳)인 바페우스 평원에서 비잔티움인들은 자신의 군대는 물론 파플라고니아와 마안데르 강 지역의 동맹군들로 구성된 오스만 휘하의 5,000여 명의 경기병 터키군을 만났다. 오스만 베이국군 기병대는 알란인으로 구성된 사단이 전투에 참가하지 않은 때를 노려 비잔티움 제국군에게 일제히 돌격했다.

## 전투의 여파
바프허스 전투는 초창기 오스만 베이국의 첫 대승이었고, 미래의 영토 확장에 큰 의의를 지니고 있었다. 비잔티움인들은 비티니아에 대한 통제력을 사실상 상실하고, 고립되어 있던 그들의 요새는 하나둘씩 무너졌다. 비잔티움 제국의 패배는 또한 기독교 인구가 이 지역에서 제국의 유럽 지역으로 대거 이탈하면서 이 지역의 인구 균형을 더욱 변화시켰다. 비잔틴의 패배는 또한 기독교 인구가 이 지역에서 제국의 유럽 지역으로 대거 이탈하면서 이 지역의 인구 균형을 더욱 변화시켰다. 마그네시아에서의 패배와 더불어, 튀르크인들이 에게해 연안에 도달하고 정착할 수 있게한 바프허스 전투는 비잔티움 제국에게 아나톨리아의 마지막 패배를 예고했다. 할릴 이날즉의 말에 따르면, 이 전투는 튀르크인이 국가의 특성과 자질을 성취할 수 있도록 허용했다. 오스만 베이국은 점진적으로 비티니아를 정복하였고, 그곳의 마지막 비잔티움 제국의 전초기지인 니코메디아는 1337년이 돼서야 함락되었다.

## 참고 자료
- Bartusis, Mark C. (1997), 《The Late Byzantine Army: Arms and Society 1204–1453》, University of Pennsylvania Press, ISBN 978-0-8122-1620-2
- İnalcık, Halil (1994), 〈Osman Ghazi's Siege of Nicaea and the Battle of Bapheus〉,   Zachariadou, Elizabeth, 《The Ottoman Emirate (1300–1389). Halcyon Days in Crete I: A Symposium Held in Rethymnon, 11–13 January 1991》 (PDF), Crete University Press, ISBN 960-7309-58-8, 22 June 2010에 원본 문서 (PDF)에서 보존된 문서
- 카즈단, 알렉산더, 편집. (1991). 《옥스퍼드 비잔티움 사전》. 옥스퍼드 및 뉴욕: 옥스퍼드 대학교 출판부. ISBN 0-19-504652-8.
- Laiou, Angeliki E. (1972), 《Constantinople and the Latins: The Foreign Policy of Andronicus II, 1282–1328》, Harvard University Press, ISBN 978-0-674-16535-9
- 틀:The Last Centuries of Byzantium, 1261–1453